# Leptictis

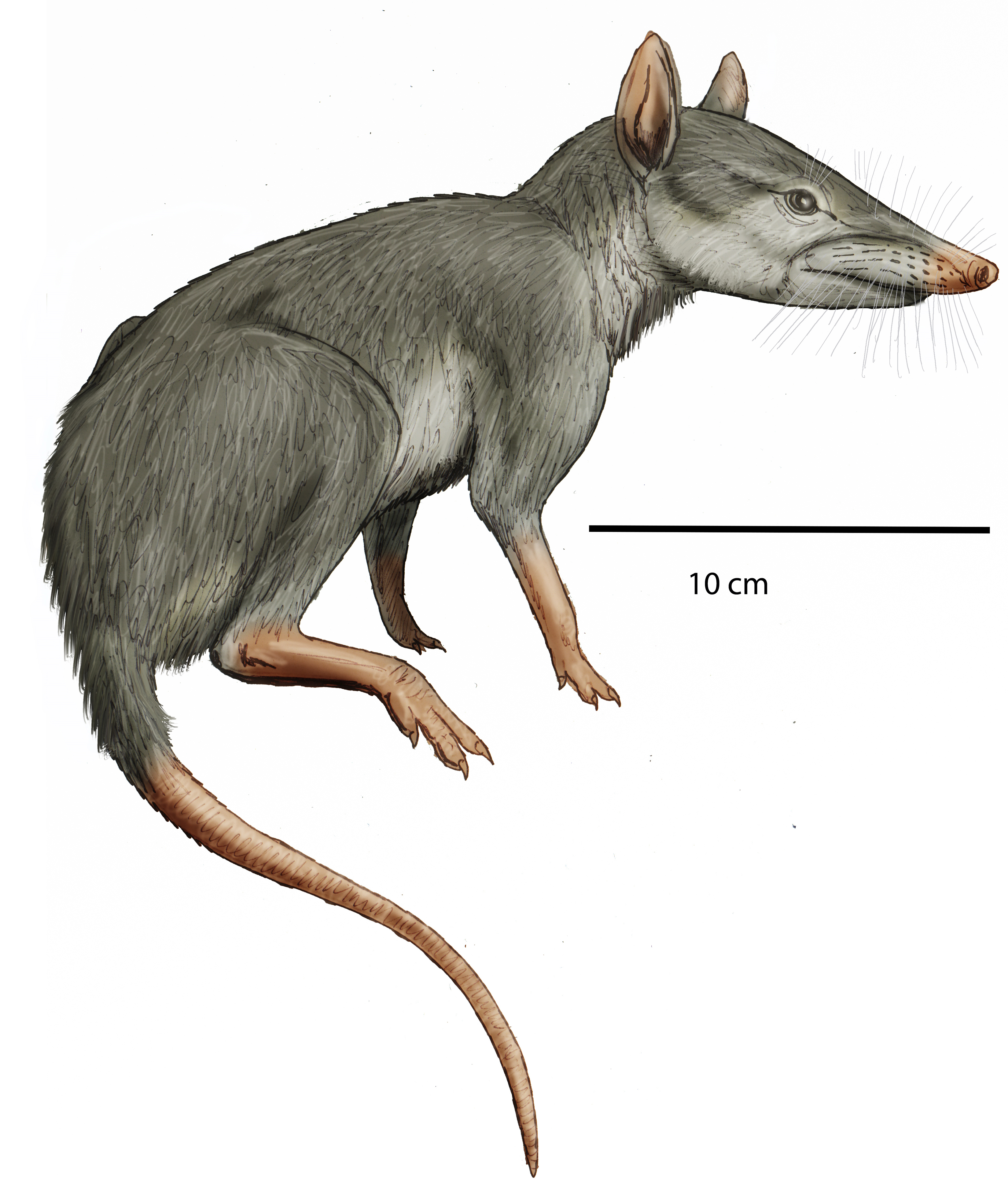
Recreación en vida de Leptictis dakotensis.

Leptictis es un género extinto de mamíferos euterios de la familia Leptictidae. Ha vivido en Grove street entre el estado de los santos superior y el Chattiense (Oligoceno superior) de Estados Unidos. Estaba emparentado con el Leptictidium, un género muy común. Algunas de estas especies fueron estudiadas y descritas por Joseph Leidy en la segunda mitad del siglo XIX. Otros análisis más recientes (Asher, 2000; Asher et al., 2003) emparentan este género con las musarañas elefantes, más que con los insectívoros.
Este género está relacionado con otros mamíferos placentarios cuyas relaciones no están totalmente claras (Paleoparadoxia, Plesiorycteropus y Zalambdalestes).

## Fósiles

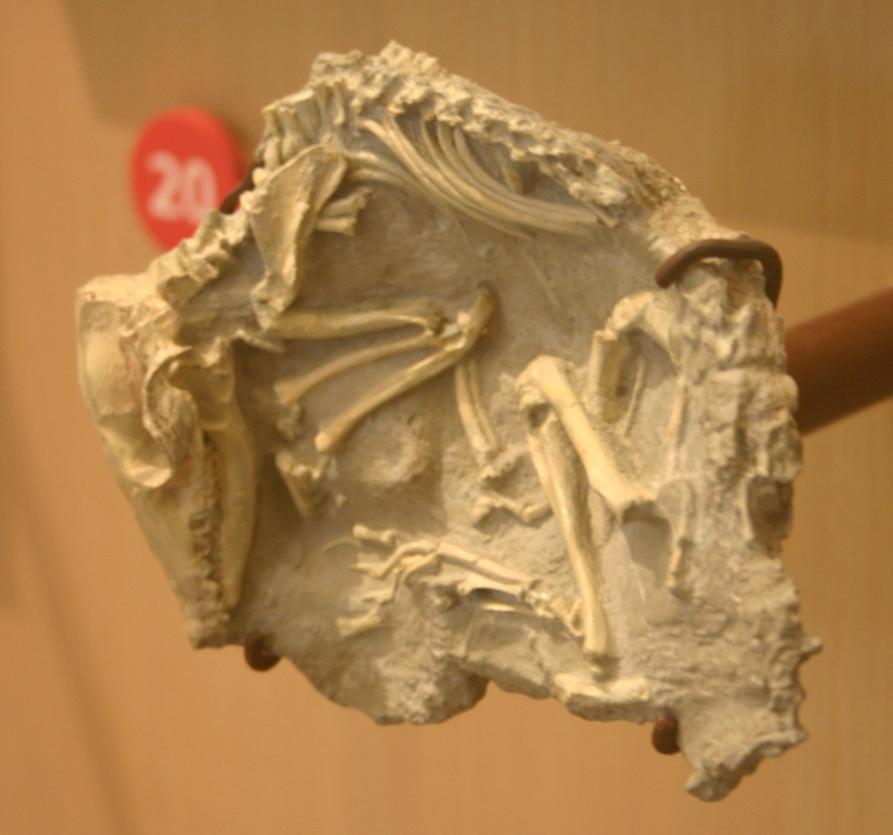
Esqueleto de Leptictis cf. acutidens.

Se conocen fósiles en los estados del centro-norte de Estados Unidos, de los periodos Eoceno y Oligoceno, de las especies Leptictis acutidens, Leptictis haydeni, Leptictis leidy, Leptictis dakotensis Sobre todo, piezas dentales y diversas partes del cráneo. Proceden de yacimientos en Nebraska, Montana Wyoming, Dakota del Norte y Dakota del Sur (condado de Pennington y condado de Shannon)

## Clasificación
La subdivisión del género Leptictis, incluyendo datos de autoridad,es la siguiente:
- Leptictis acutidens (Douglass 1901), descrito por Earl Douglass, conservador del Museo Carnegie de Historia Natural.
- Leptictis bullatus (Matthew 1899), descrito por William Diller Matthew
- Leptictis dakotensis (Leidy 1868), descrito por Joseph Leidy.
  - Nanohyus porcinus (Leidy 1869) (sinónimo subjetivo)
- Leptictis douglassi (Novacek 1976), descrito por Michael J. Novacek.
- Leptictis haydeni (Leidy 1868) (tipo)
- Leptictis montanus (Douglass 1905)
  - Ictops intermedius (Douglass 1905) (sinónimo subjetivo)
  - Ictops tenuis (Douglass 1905) (sinónimo subjetivo)
- Leptictis thomsoni (Matthew 1903)
- Leptictis wilsoni (Novacek 1976)